# Cinémathèque Hauts-de-France
La Cinémathèque Hauts-de-France est une cinémathèque associative (loi de 1901) créée en 2007 et dont le siège se situe à Petite-Forêt. Ses objectifs : mettre à la disposition d'un maximum de personnes, particuliers ou professionnels, toutes archives collectées, tournées dans la Région ou l'évoquant (rushes, fiction, documentaire, film de famille, d’école…).
Elle a pour Président Jacques Besson, pour secrétaire Michèle Péju et pour Président d’honneur Jean-Christophe Averty, grand collectionneur et auteur de nombreuses émissions réalisées à base d’archives (« Les Cinglés du Music Hall »).

## Missions
La Cinémathèque a pour objectifs :
- d ‘établir l’inventaire permanent des œuvres et programmes audiovisuels produits et/ou réalisés dans la Région Hauts-de-France, ou la concernant.
- de collecter, conserver et restaurer tous documents, archives et matériels ayant trait au cinéma dans la Région, qui lui seront confiés en dépôt, donnés ou qu’elle aura acquis.
- de rendre accessible au public (et notamment par tout transfert sur des supports modernes), dans le respect des droits d’auteur, les documents  et matériels conservés, qu’il s’agisse de films amateurs ou professionnels, sur quelque support que ce soit (8 mm., S8, 9,5 mm., 16 mm., 35 mm., vidéo, cassettes audio, bandes son 6,25 mm., etc.)
- de favoriser la connaissance la plus large de ces œuvres du patrimoine cinématographique et audiovisuel (consultation sur place ; projections ; diffusion par Internet ou par tous moyens connus ou inconnus à ce jour ; cession de plans ; édition de DVD ; coproduction, etc.)
- de créer des relations avec les organismes publics et privés chargés de missions similaires en France, en Belgique et dans le monde.
- d’entreprendre et encourager toutes études et recherches, toutes publications et manifestations, ayant trait aux activités cinématographiques et audiovisuelles dans la région Hauts-de-France, et notamment à son histoire.

Elle dispose de plus de 20 000 documents (film et vidéo), dont une partie est librement accessible au visionnage en ligne.

## Historique
C’est en tombant par hasard sur une archive audiovisuelle concernant le Nord-Pas de Calais au National Archives de Washington que Jacques Besson, à son retour, se met en tête de chercher une cinémathèque régionale. Elle n’existe alors tout simplement pas et il décide donc de s’atteler à sa création. Au prix d’un long travail, en 2007, naît la Cinémathèque du Nord-Pas de Calais à Tourcoing (devenue, en 2017, Cinémathèque Hauts-de-France) dans les locaux de Pictanovo, anciennement « CRRAV » (Centre Régional des Ressources Audiovisuelles). Vingt-deux membres fondateurs et un Président d’honneur, Jean-Christophe Averty, réalisateur de télévision, auront permis à ce projet de se concrétiser. 
Depuis mars 2014, la Cinémathèque Hauts-de-France a déménagé près de Valenciennes, l’un des trois pôles du développement audiovisuel régional. Ses locaux, vastes et adaptés, mis à disposition par la Chambre de Commerce et d’Industrie Grand Hainaut, se situent à Petite-Forêt. 
Outre la CCI, la Communauté d’Agglomération Valenciennes Métropole, la région Hauts-de-France et le Fonds Européen de Développement Régional ont apporté un soutien financier à notre association. Grâce à ces partenaires, la Cinémathèque va pouvoir enrichir son travail et passer à la vitesse supérieure. 
L’idée de créer une Cinémathèque Régionale a fait son chemin depuis une dizaine d’années. La conservation de la plupart des images produites en Région, excepté celles des chaînes de service public et les longs-métrages de cinéma, n’a pas toujours été prévue par les instances régionales. La Cinémathèque permettra donc de pallier cette lacune.

## Partenariats
La Cinémathèque est soutenue par la Communauté d’Agglomération Valenciennes Métropole et la Chambre de Commerce et d'Industrie Grand Hainaut qui lui met un local à disposition. 
- site officiel